# Paracentrobia yasumatsui
Paracentrobia yasumatsui is een vliesvleugelig insect uit de familie Trichogrammatidae. De wetenschappelijke naam is voor het eerst geldig gepubliceerd in 1974 door Subba Rao.